# Брусненго
Брусненго (итал. Brusnengo) је насеље у Италији у округу Бијела, региону Пијемонт.
Према процени из 2011. у насељу је живело 1971 становника. Насеље се налази на надморској висини од 279 м.

## Становништво
| 1936. | 1951. | 1961. | 1971. | 1981. | 1991. | 2001. | 2011. |
| ----- | ----- | ----- | ----- | ----- | ----- | ----- | ----- |
| 1.758 | 1.787 | 1.921 | 1.876 | 1.915 | 2.048 | 2.101 | 2.168 |